# مسجد برلین

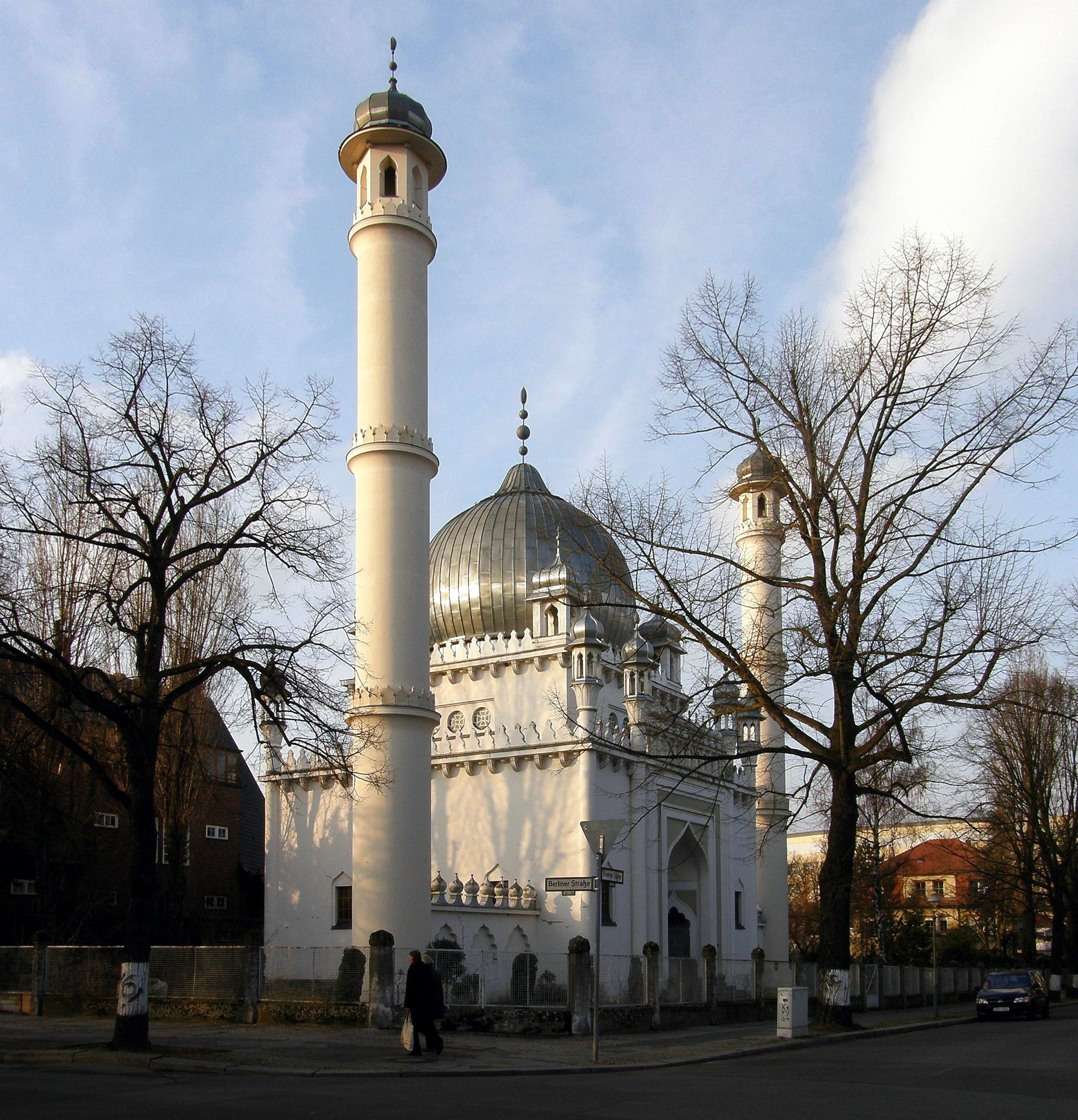
مسجد برلین

مسجد برلین قدیمی‌ترین مسجد در برلین است که در محله ویلمرسدورف برلین واقع شده‌است. طراحی این مسجد توسط ک. اَ. هِرمان انجام و طی سال‌های ۱۹۲۴ تا ۱۹۲۸ ساخته شد. این مسجد که مناره‌هاش ۲۴ متر ارتفاع دارد، در جنگ جهانی دوم به شدت تخریب شد.
دو مناره به تازگی بازسازی شد.
در حال حاضر، نماز جمعه هر هفته ساعت یک و ربع، ۱:۱۵ بعد از ظهر (۱۳:۱۵) در این مسجد برگزار می‌شود.